# CLIPS 1998-2003
『CLIPS 1998-2003』は、日本のバンドゆらゆら帝国の1枚目のPV集である。2007年9月26日発売。発売元はミディ(ユニバーサルミュージック)。

## 概要
- 映像作品としてはインディーズから発表されたVHS「Live 1997.9.1」以来9年ぶり2本目。ミディ在籍時に制作したビデオクリップ8本が収録されている。
- ジャケットのアートワークは坂本慎太郎が担当。

## 収録曲
1. 発光体
監督：井本学明
2. ズックにロック
監督：井本学明
3. ゆらゆら帝国で考え中
監督：山口保幸
4. ラメのパンタロン
監督：山口保幸
5. 冷たいギフト
監督：山口保幸
6. 貫通
監督：山口保幸
7. 夜行性の生き物3匹
監督：山口保幸
8. ドア
監督：山口保幸